# Emre Toraman
Emre Toraman (* 5. Januar 1979 in Samsun) ist ein türkischer Fußballspieler.

## Karriere

### Verein
Toraman begann mit dem Vereinsfußball in der Jugend von Gençlerbirliği Ankara und erhielt hier im Sommer 1998 einen Profivertrag. Nach dem Saisonvorbereitungscamp wurde er vom Trainerstab auf die Liste der Spieler gesetzt, die ausgeliehen werden sollten. So spielte Toraman zwei Spielzeiten lang auf Leihbasis bei Marmarisspor, Ankara Asaşspor und Marmaris Belediyespor.
Im Sommer 2002 wechselte er ablösefrei zum damaligen Zweitligisten Yozgatspor. Hier etablierte er sich sofort als Stammspieler und wechselte eine Spielzeit später zum Traditionsverein Trabzonspor. Hier kam er als Ergänzungsspieler zu einem Dutzend Ligaeinsätzen und gewann den Türkischen Fußballpokal.
Zum Saisonende verließ er Trabzonspor und wechselte zum Erstligisten Sakaryaspor. Dort gelang ihm auf Anhieb der Sprung in die Stammformation. Nachdem sein Verein aber zum Saisonende 2004/05 der Klassenerhalt misslang, wechselte Toraman zu Kayseri Erciyesspor. Bei diesem Verein gelang ihm eine erneute Leistungssteigerung und die Nominierung in die Türkische Nationalmannschaft. Zum Ende der Saison 2006/07 schaffte der Verein den Einzug ins Finale des Türkischen Fußballpokals und unterlag hier Beşiktaş Istanbul mit 1:0. Da der Verein auch den Klassenerhalt verpasste, verließ Toraman den Verein und wechselte zu Çaykur Rizespor. 
Bereits nach einer halben Saison verließ er diesen Verein und ging zum Zweitligisten Eskişehirspor. Mit diesem Verein feierte er zum Saisonende den Aufstieg in die Süper Lig. Nachdem er auch ein Jahr in der Süper Lig für Eskişehirspor gespielt hatte, verließ er den Verein zum Sommer 2009 Richtung Kasımpaşa Istanbul.
Nach Zwischenstationen bei Konyaspor, Kayseri Erciyesspor und Boluspor wechselte er im Sommer 2012 zum Süper-Lig-Aufsteiger Elazığspor. Dieser Wechsel kam durch nachträgliche Unstimmigkeiten doch nicht zustande.
Stattdessen wurde am 27. August 2012 der Wechsel zum Zweitligisten Adanaspor bekanntgegeben. Bereits zur Winterpause trennte er sich von Adanaspor und heuerte stattdessen beim Ligakonkurrenten Karşıyaka SK an. Bereits zum Saisonende verließ Toraman diesen Verein und wechselte zum Drittligisten Turgutluspor. In der letzten Woche der Wintertransferperiode 2013/14 heuerte Toraman beim Istanbuler Drittligisten Eyüpspor an.
Zum Sommer 2014 wechselte er zum Drittligisten Yeni Malatyaspor. Mit diesem Verein erreichte er am 34. Spieltag der Saison 2014/15, dem letzten Spieltag der Saison, die Meisterschaft und damit den Aufstieg in die TFF 1. Lig. Für die Saison 2015/16 nahm ihn sein früherer Verein Kayseri Erciyesspor wieder unter Vertrag.

### Nationalmannschaft
Toraman wurde im April 2006 im Rahmen eines Freundschaftsspiels gegen Aserbaidschan für die Türkische Nationalmannschaft nominiert und kam bei diesem Spiel als Auswechselspieler zum Einsatz.

## Erfolge
Mit Trabzonspor
- Vize-Meister der Süper Lig: 2003/04
- Türkischer Pokalsieger: 2003/04

Mit Eskişehirspor
- Relegationssieger der TFF 1. Lig und Aufstieg in die Süper Lig: 2007/08

Mit Yeni Malatyaspor
- Meister der TFF 2. Lig und Aufstieg in die TFF 1. Lig: 2014/15